# Stili delle pietre runiche

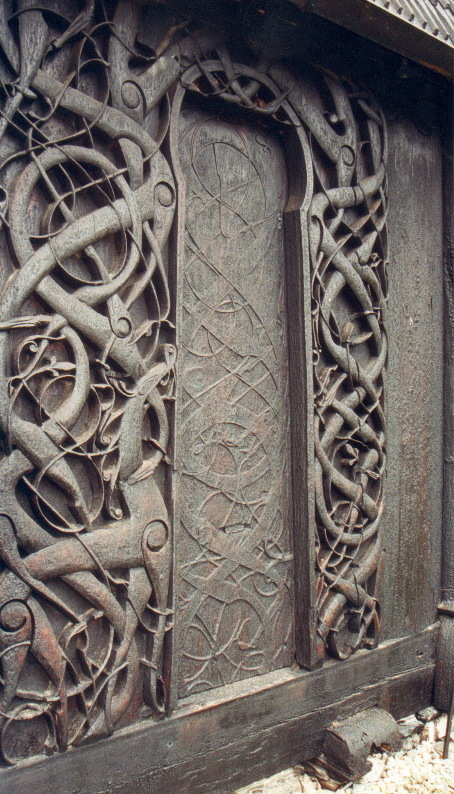
Gli stili delle pietre runiche facevano parte dell'evoluzione generale dell'arte in Scandinavia. Questa è una parte della decorazione della chiesa di Urnes che è uguale agli stili posteriori delle pietre runiche.

Il termine "stile delle pietre runiche" al singolare può indicare lo stile di Urnes.
Lo stile o motivo delle pietre runiche variò durante l'epoca vichinga. Le prime pietre runiche erano semplici come motivo, ma verso la fine dell'era delle pietre runiche divennero sempre più complesse e fatte da maestri runici itineranti come Öpir e Visäte.
Una categorizzazione degli stili fu sviluppata da Anne-Sophie Gräslund negli anni 1990. La sua sistematizzazione è stata considerata una conquista ed è oggi uno standard. Gli stili sono RAK, Fp, Pr1, Pr2, Pr3, Pr4 e Pr5, e coprono il periodo 980-1130, che fu il periodo durante il quale furono fatte la maggior parte delle pietre runiche. 
Gli stili Pr1 e Pr2 corrispondono allo stile di Ringerike, mentre Pr3, Pr4 e Pr5 appartengono a quello che è più ampiamente conosciuto come lo stile di Urnes.
Sotto segue una breve presentazione dei vari stili mostrando alcune pietre runiche campione secondo l'annotazione del Rundata.

## RAK
RAK è lo stile più antico e copre il periodo 980-1015 d.C., ma il progetto Rundata include in questo gruppo anche le pietre runiche più antiche, come pure quelle più giovani. Questo stile non ha teste di lindworm (drago nordico) e le estremità delle fasce runiche sono diritte.

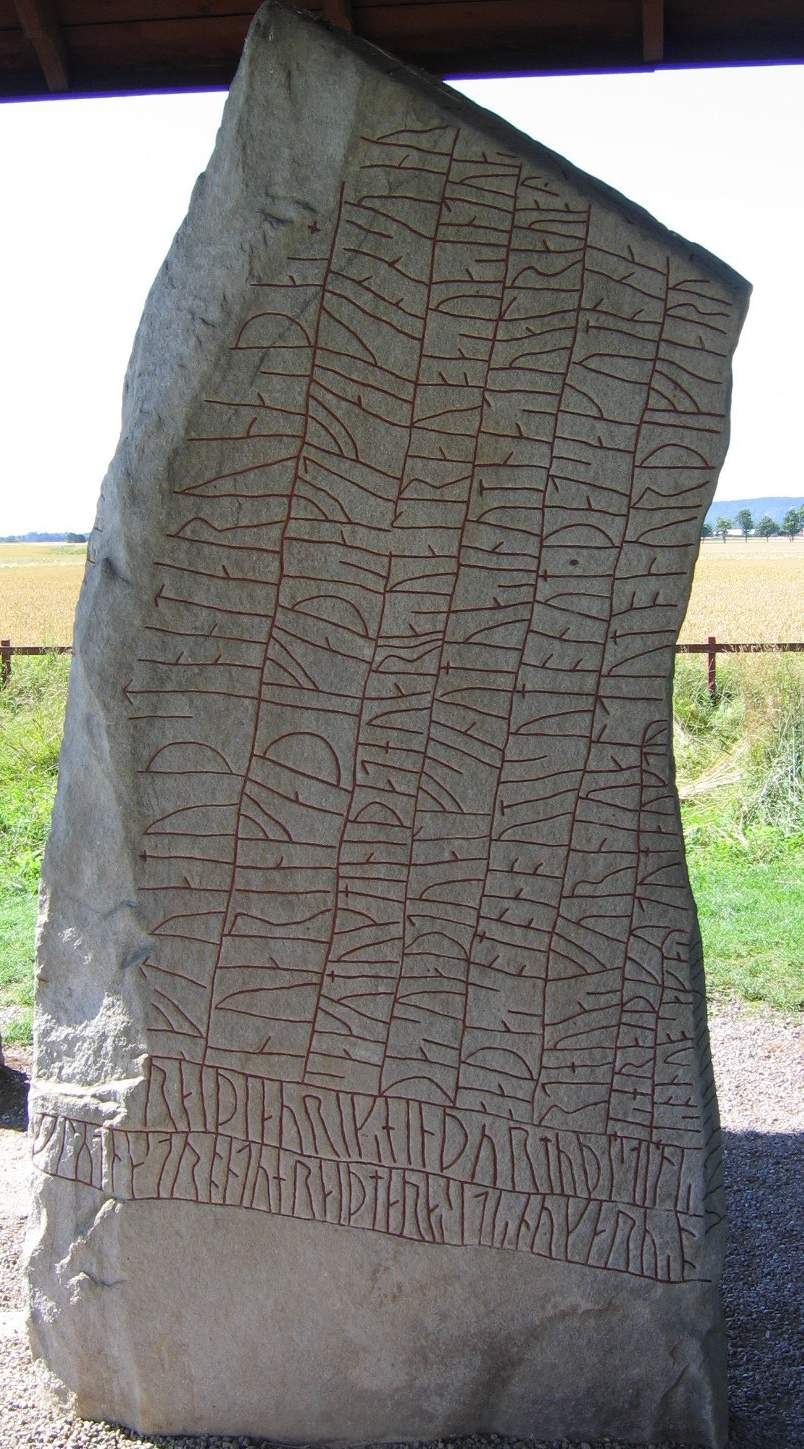
Pietra runica di Rök
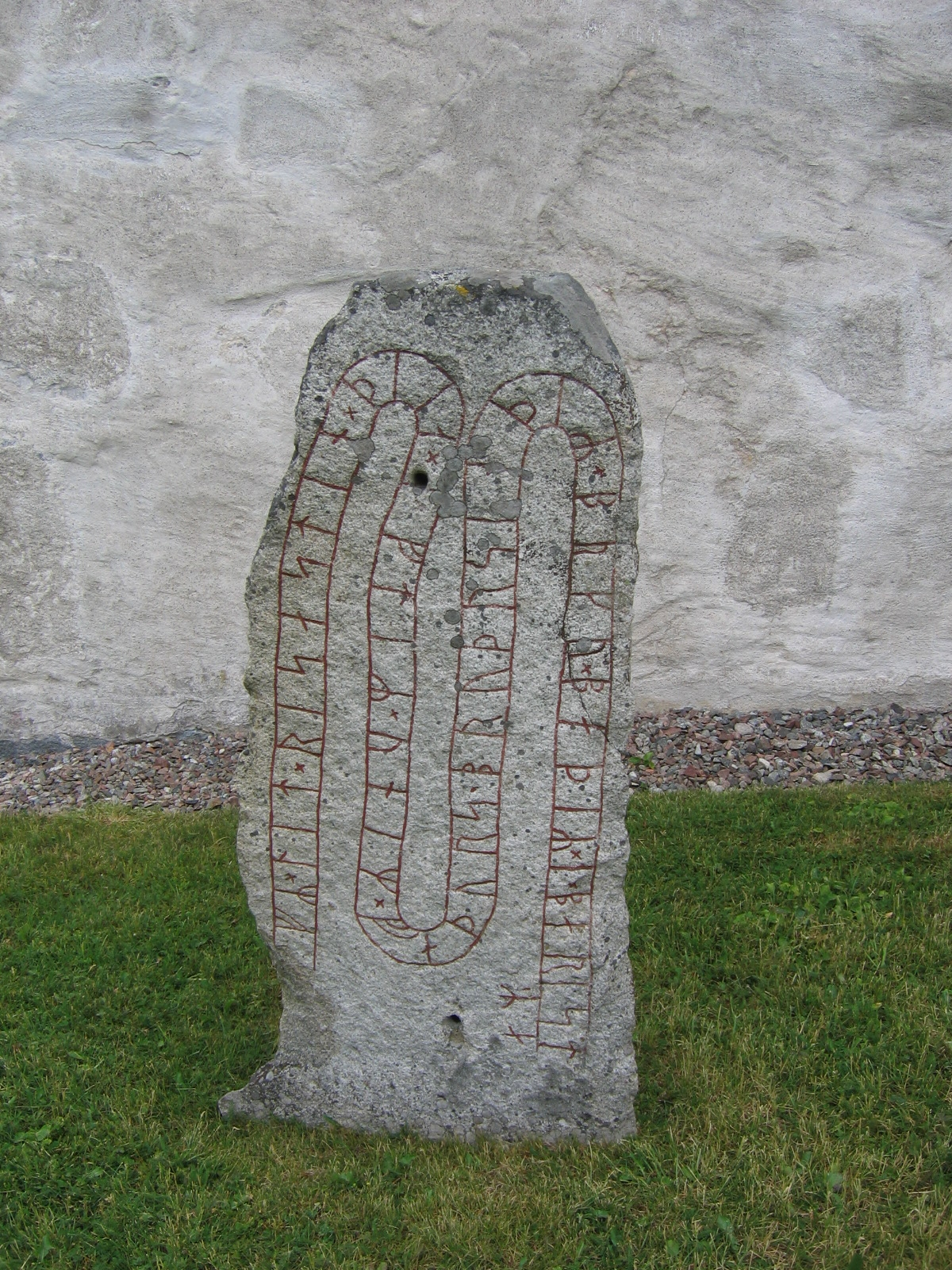
U 336
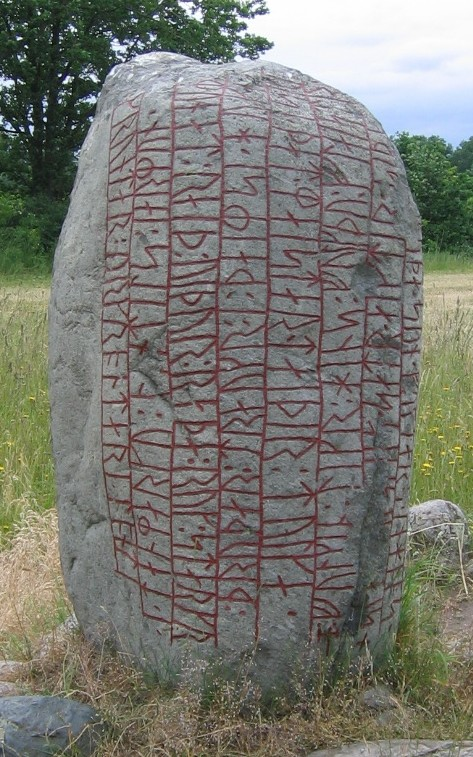
Pietra runica di Karlevi
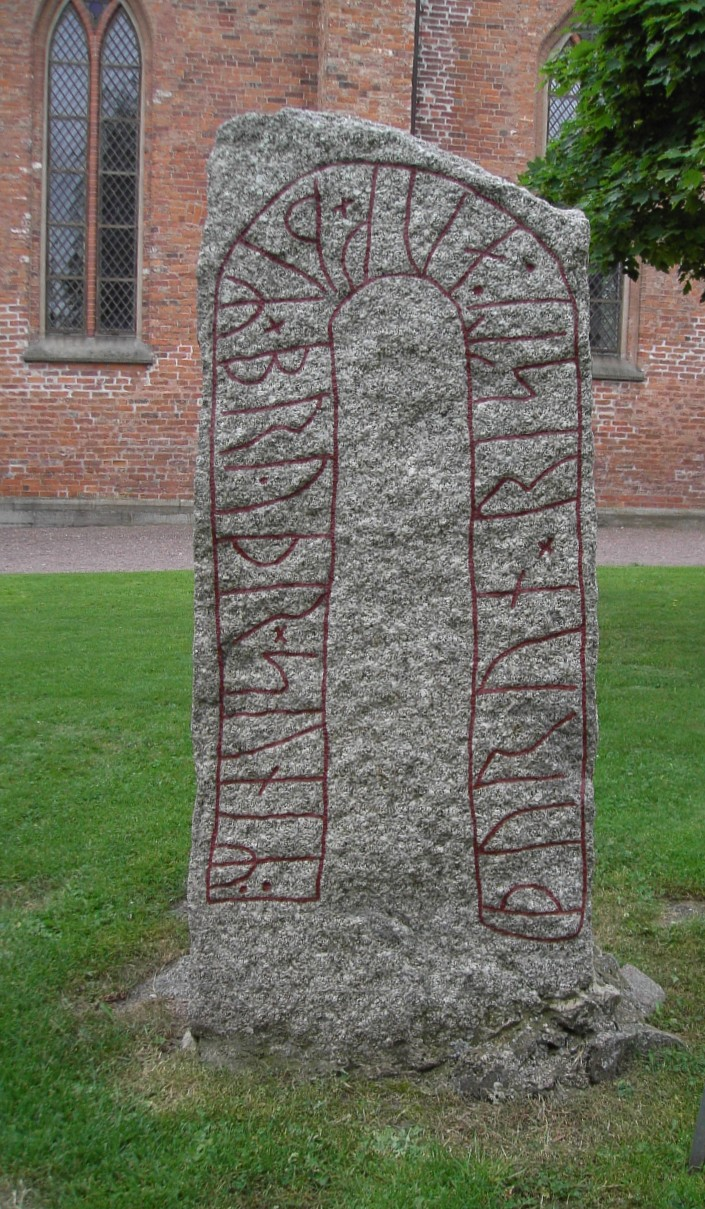
Ög 165

## Fp
Questo stile è del periodo dal 1010-1015 ca. al 1040-1050 ca., quando apparve il Pr3. È caratterizzato da fasce runiche che finiscono con teste di animali viste dall'alto.

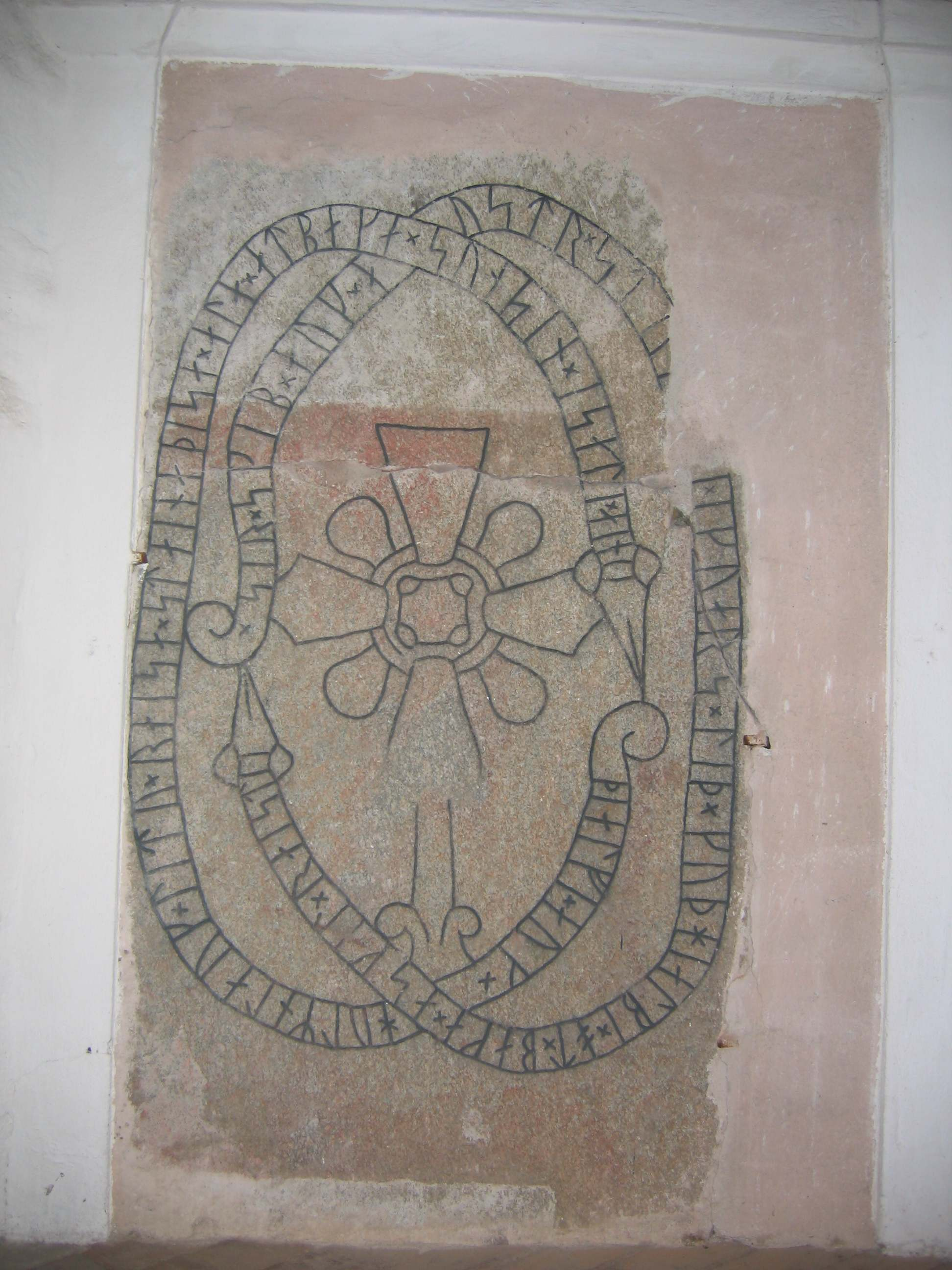
U 778
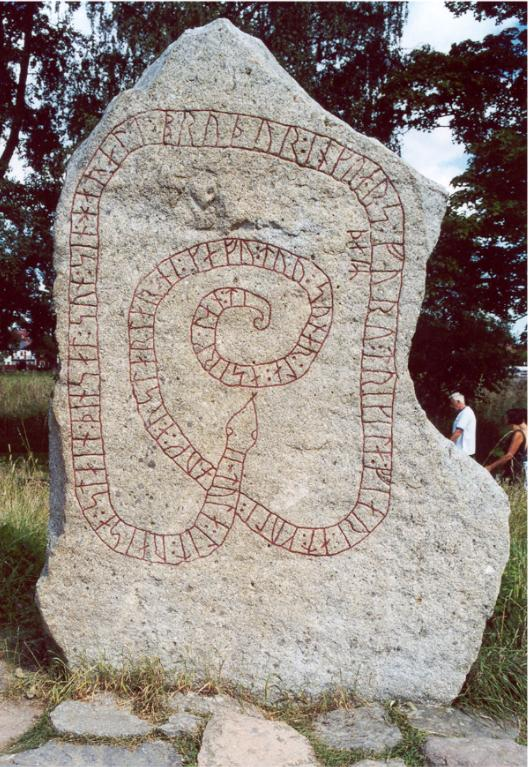
Pietra runica di Gripsholm
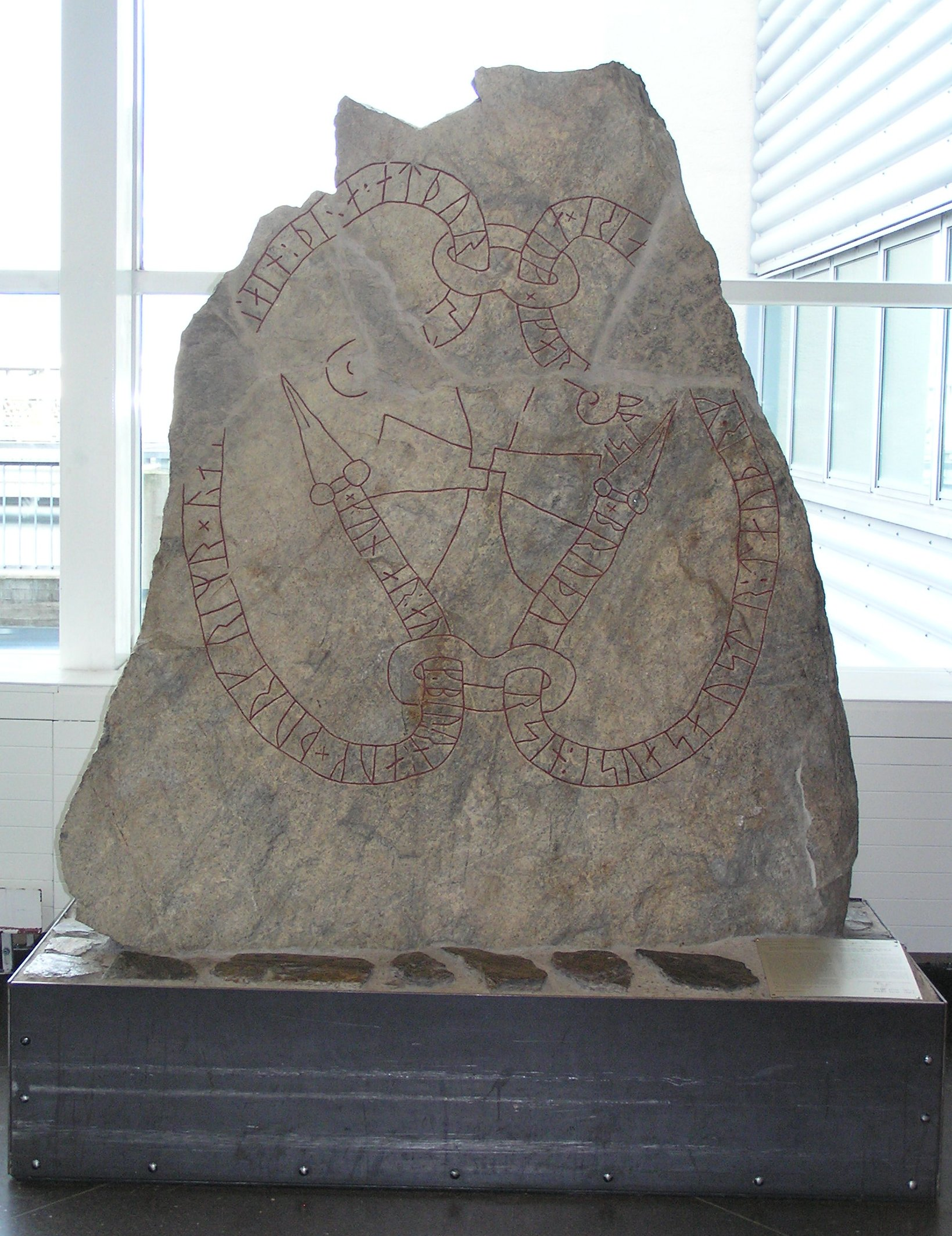
U FV 1992;157
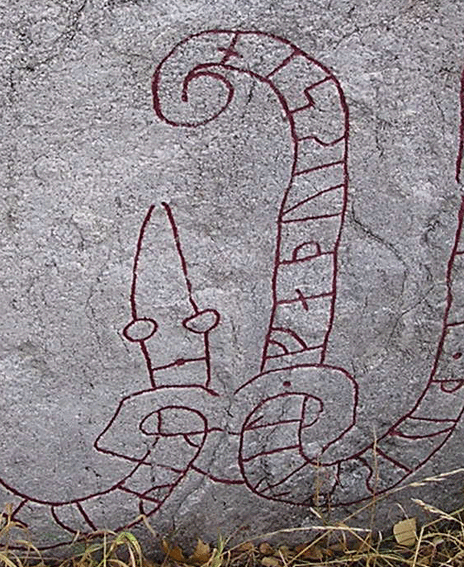
Sö 194

## Pr (stili di profilo)
Negli stili chiamati Pr1, Pr2, Pr3, Pr4 e Pr5, le fasce runiche finiscono con teste di animali viste di profilo.

### Pr1 (stile di Ringerike)
Questo stile è contemporaneo all'FP datato al 1010-1050 ca., quando fu sostituito dal Pr3.

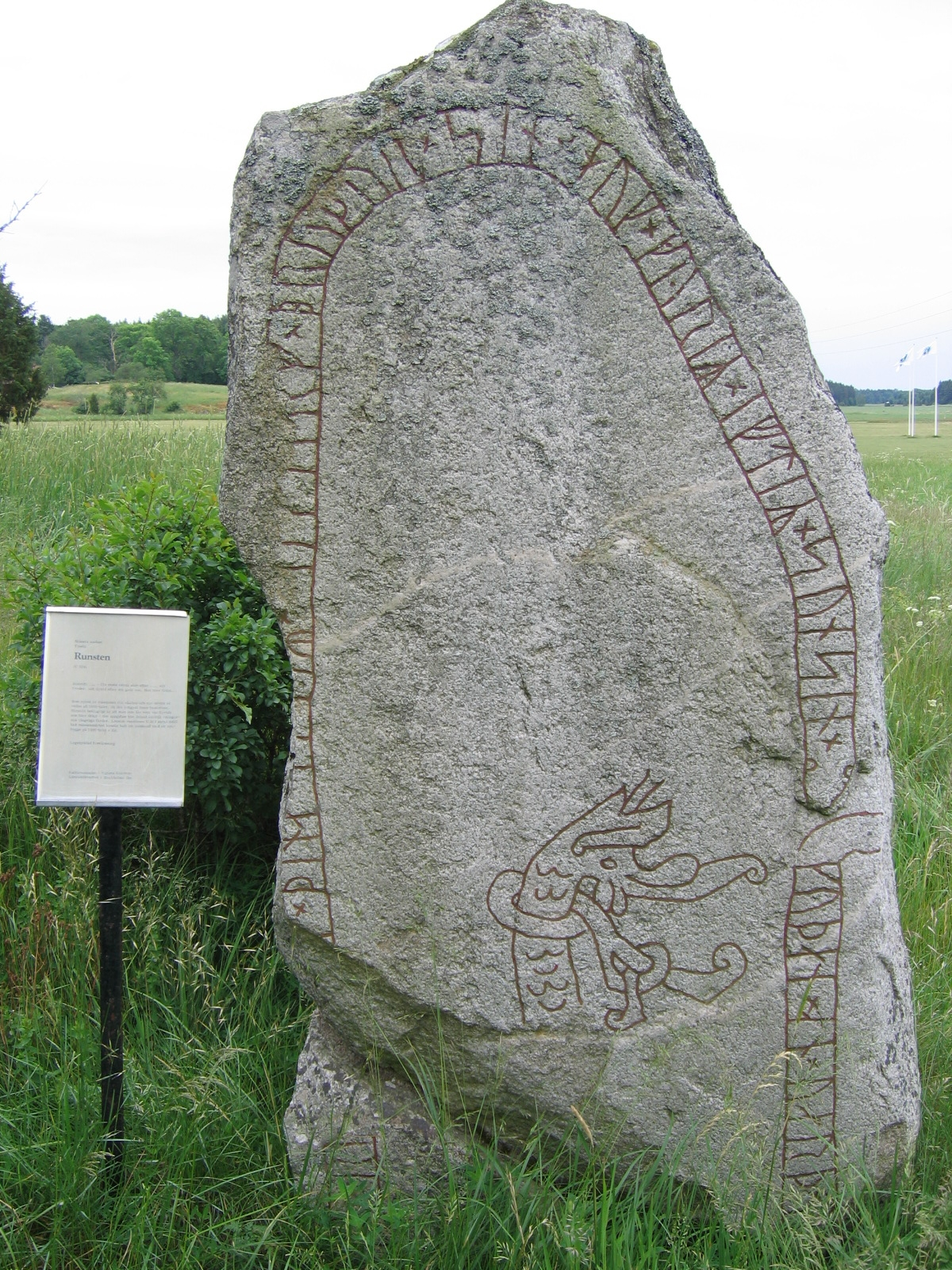
U 324
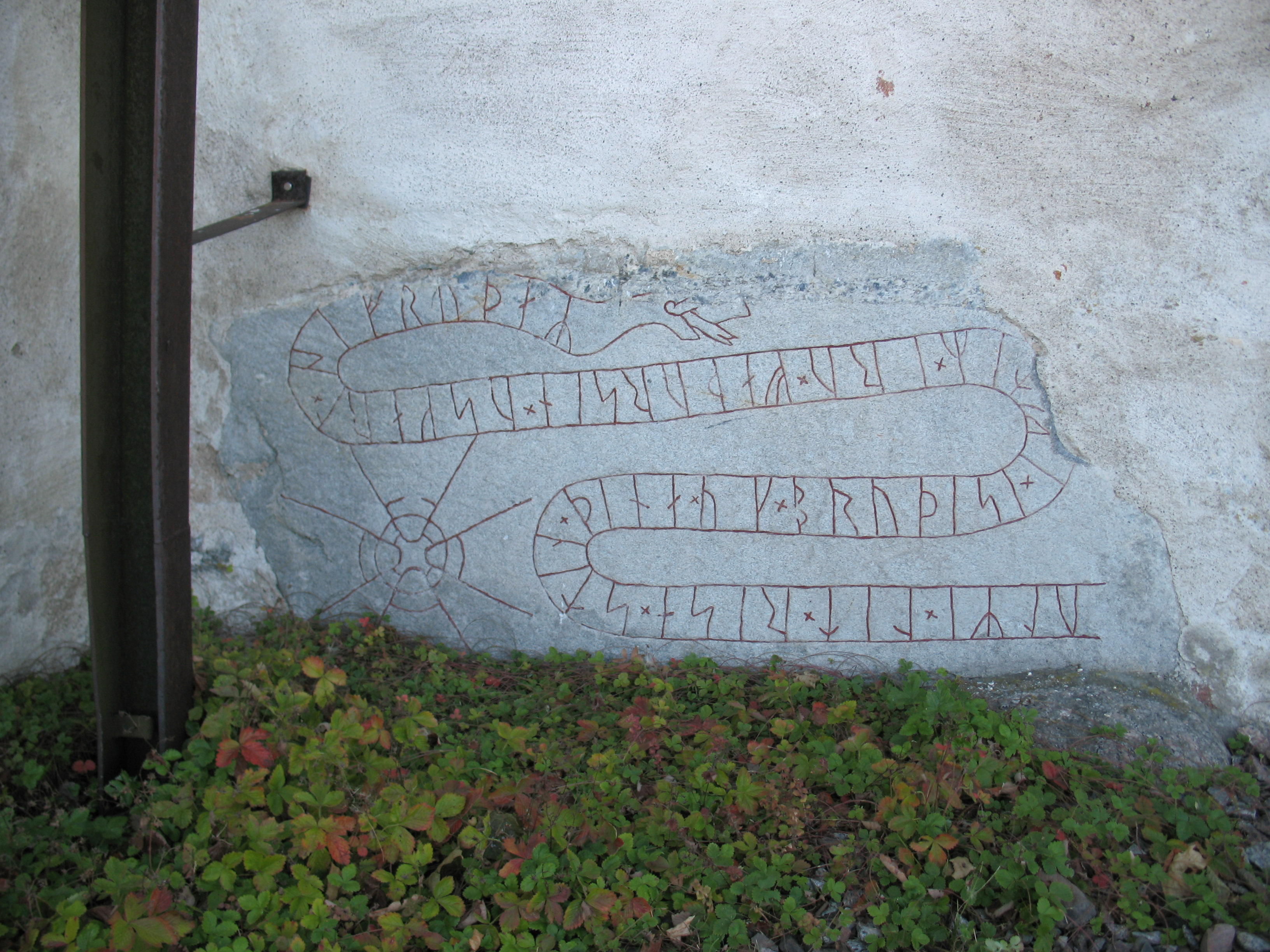
U 335
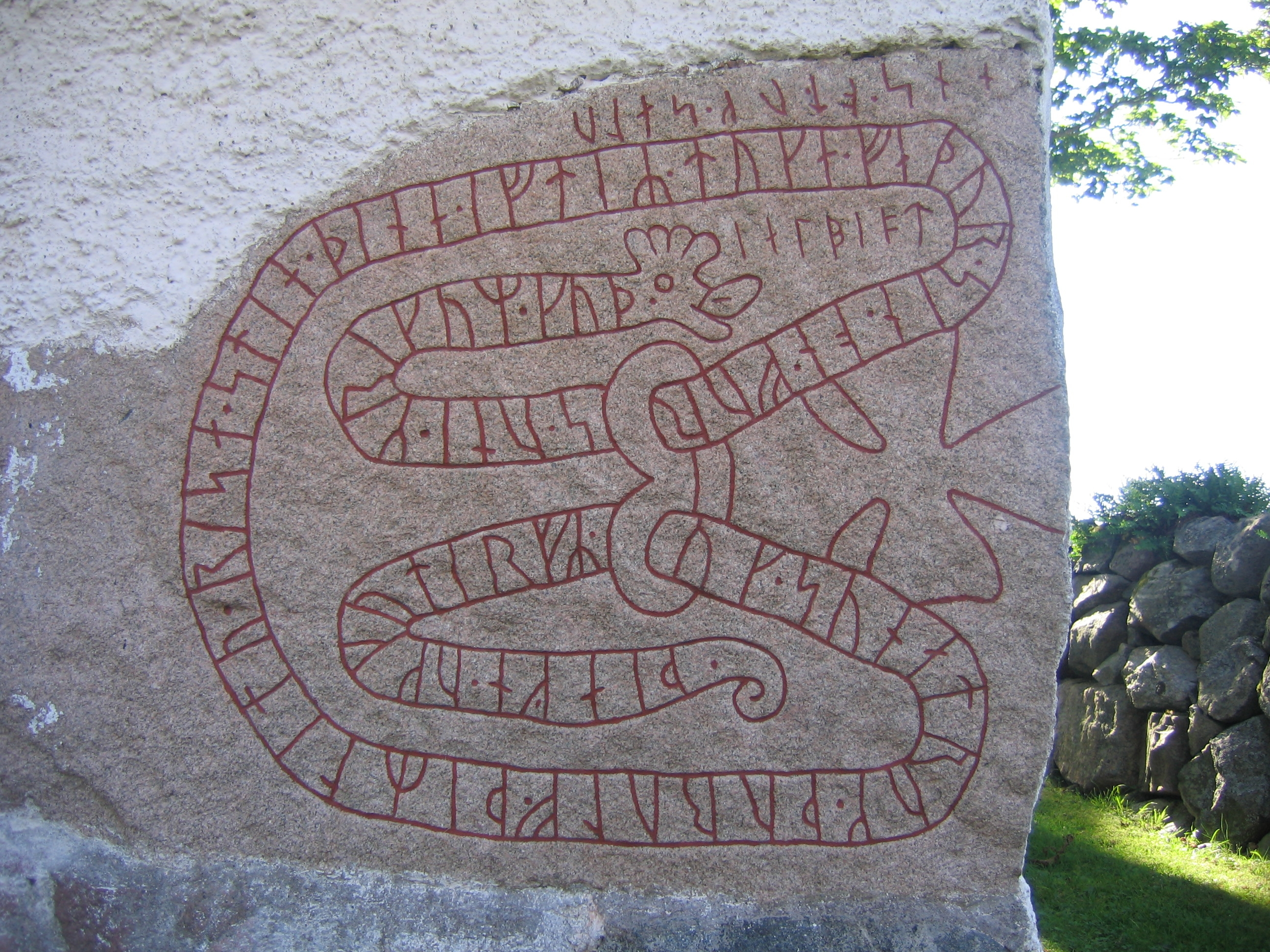
U 201
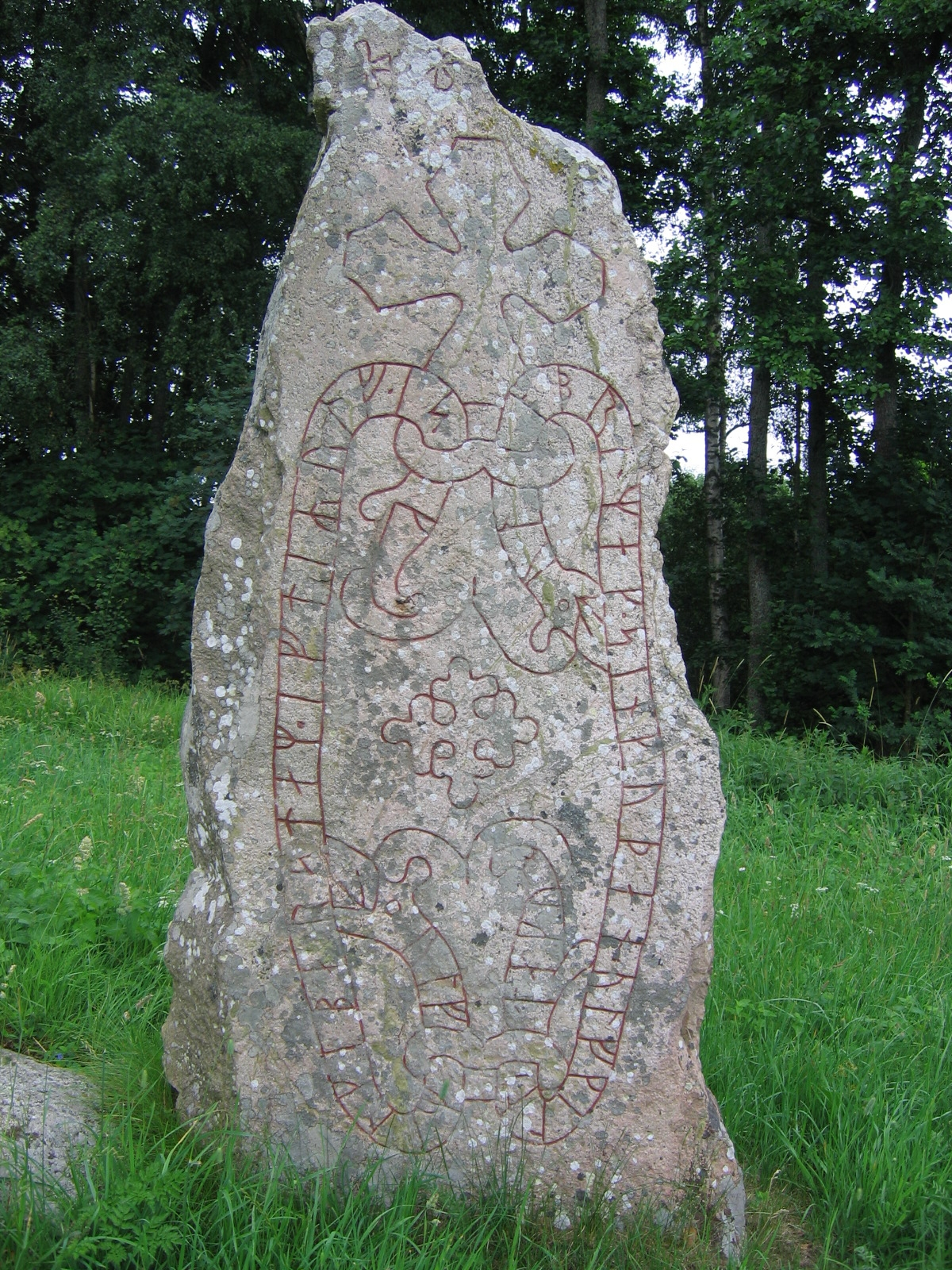
U 161

### Pr2 (stile di Ringerike)
Questo stile è solo un po' più giovane dello stile precedente; è datato 1020-1050 ca. e anch'esso fu sostituito dal Pr3.

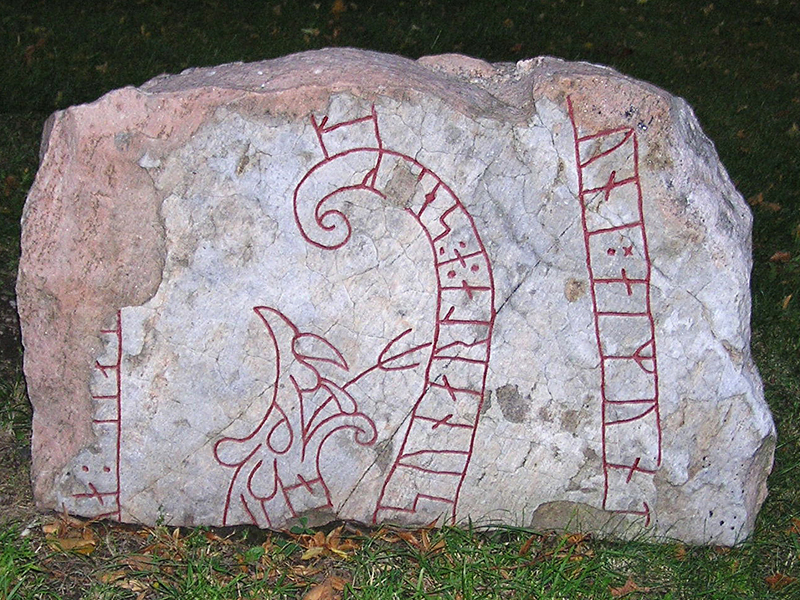
Sö 279
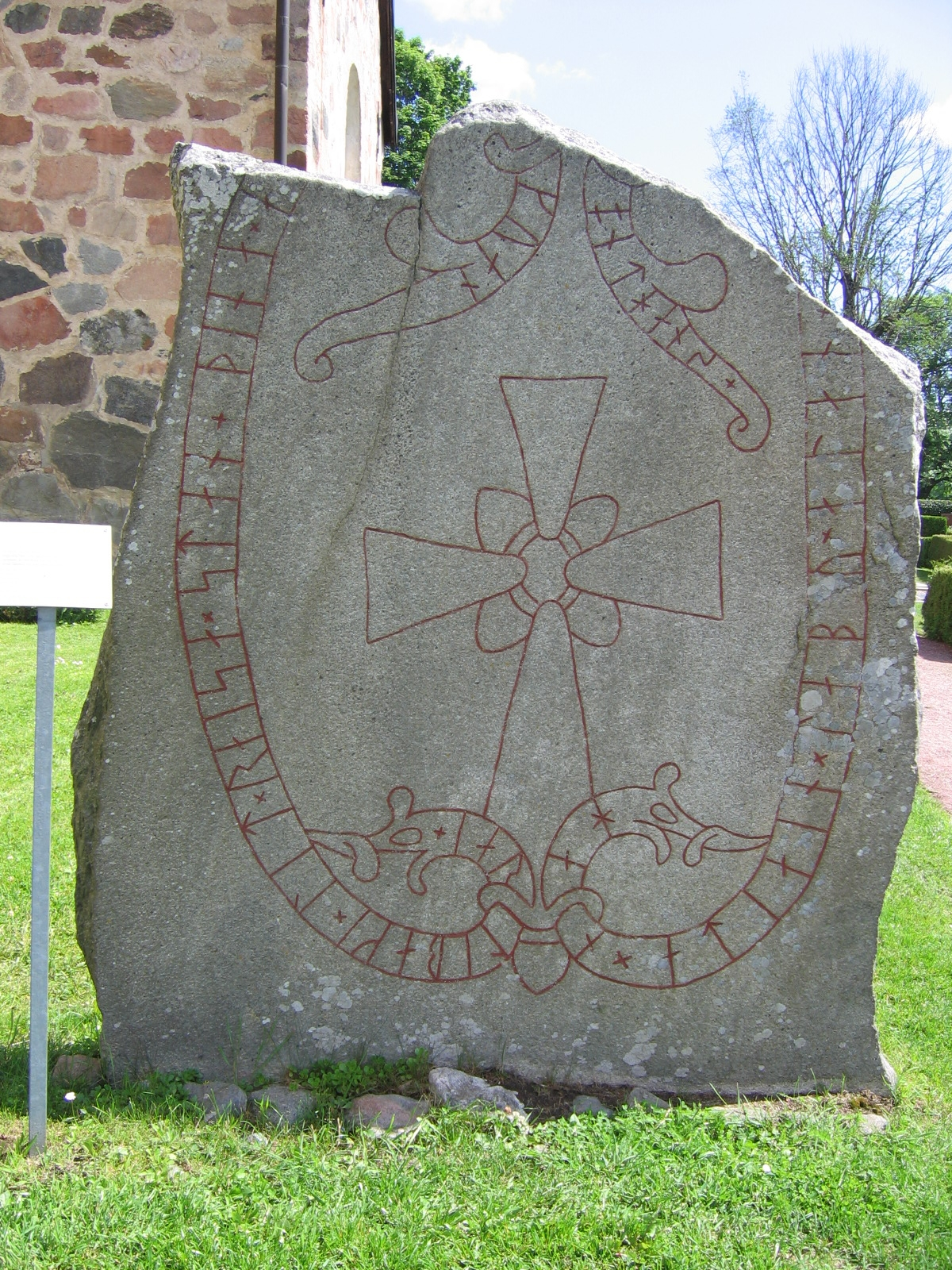
U 212
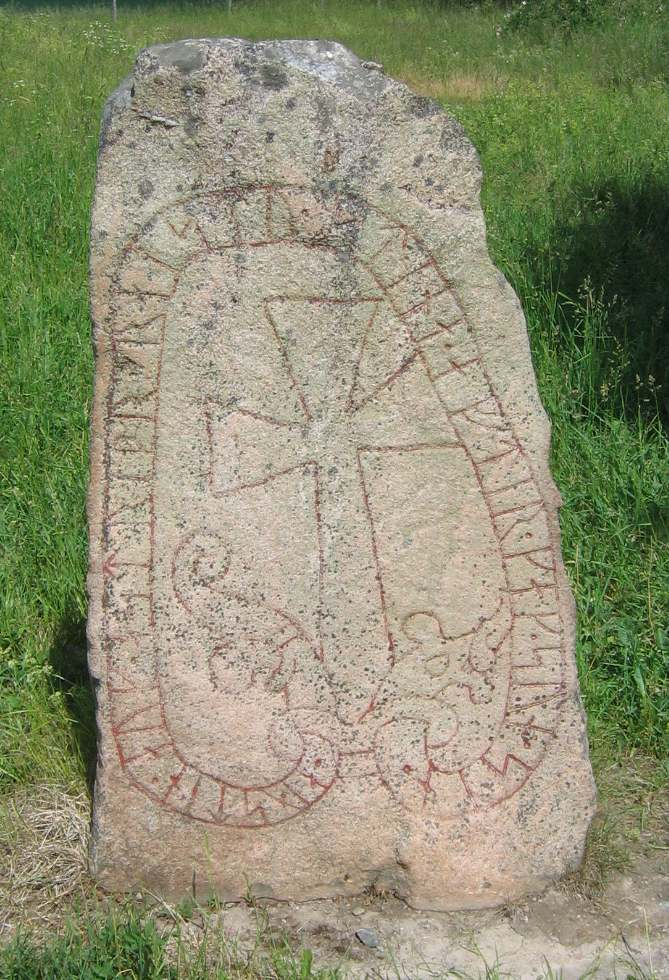
U 137
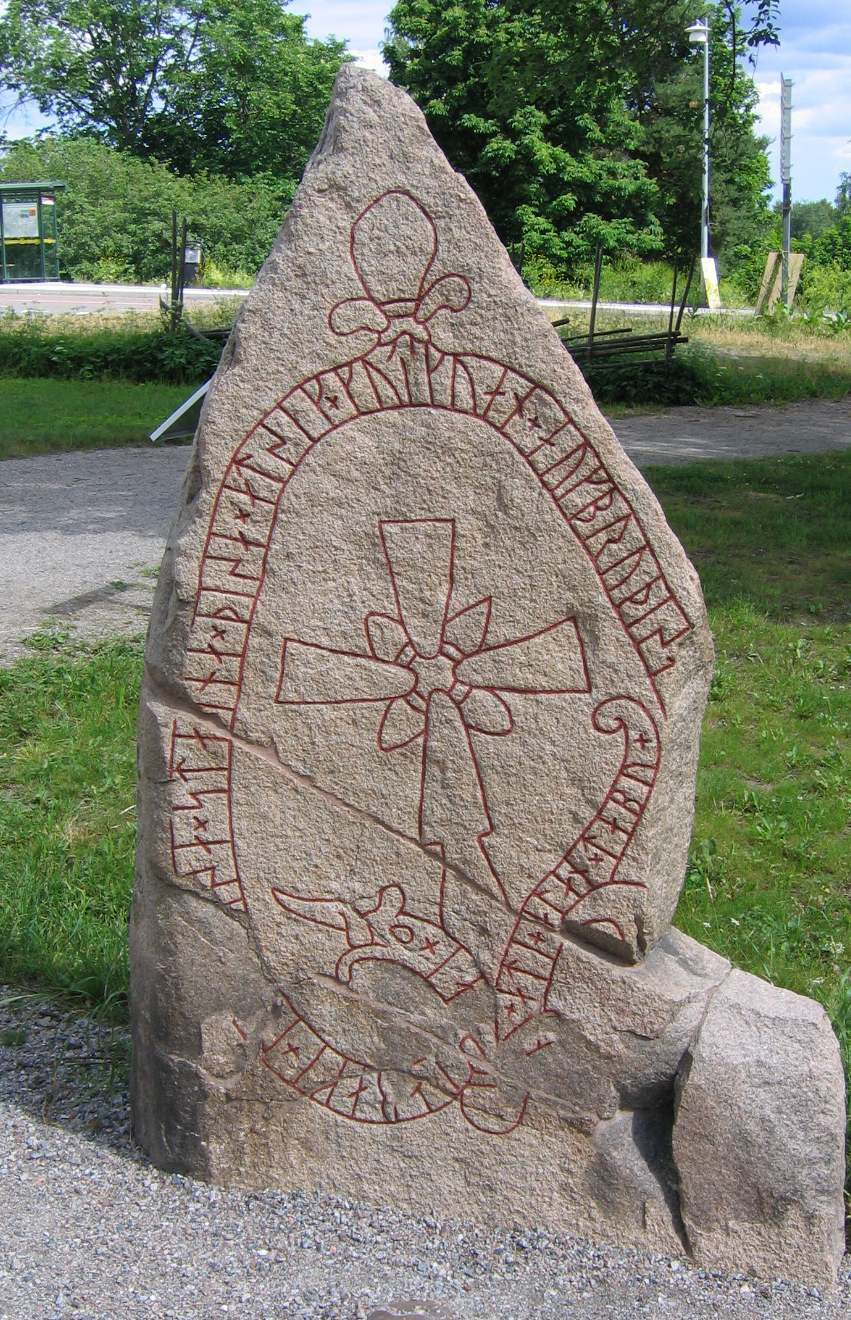
U 165

### Pr3 (stile di Urnes)
Questo stile succedette all'Fp, Pr1 e Pr2 ed è datato al 1050-1080 ca.

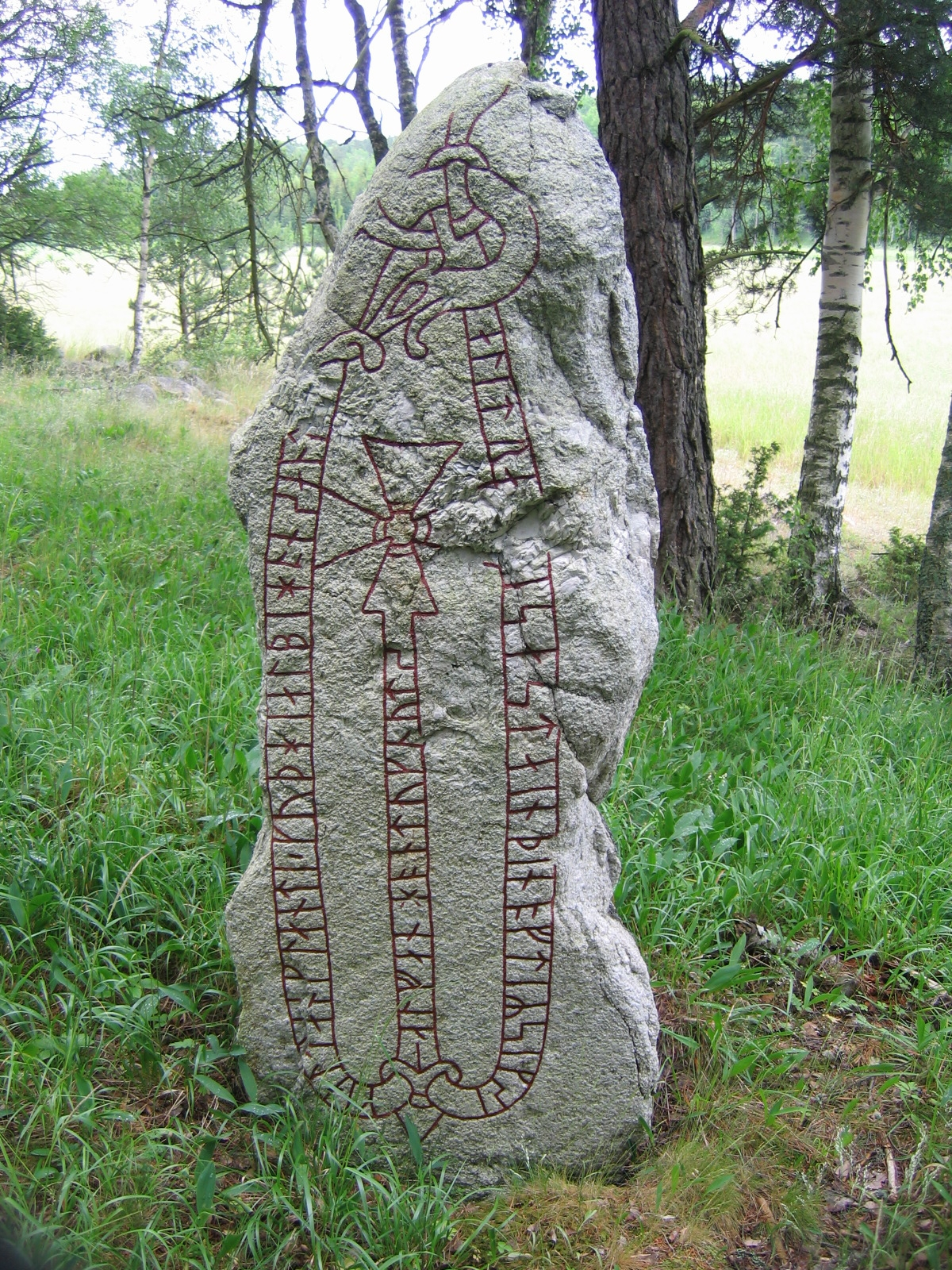
U 194
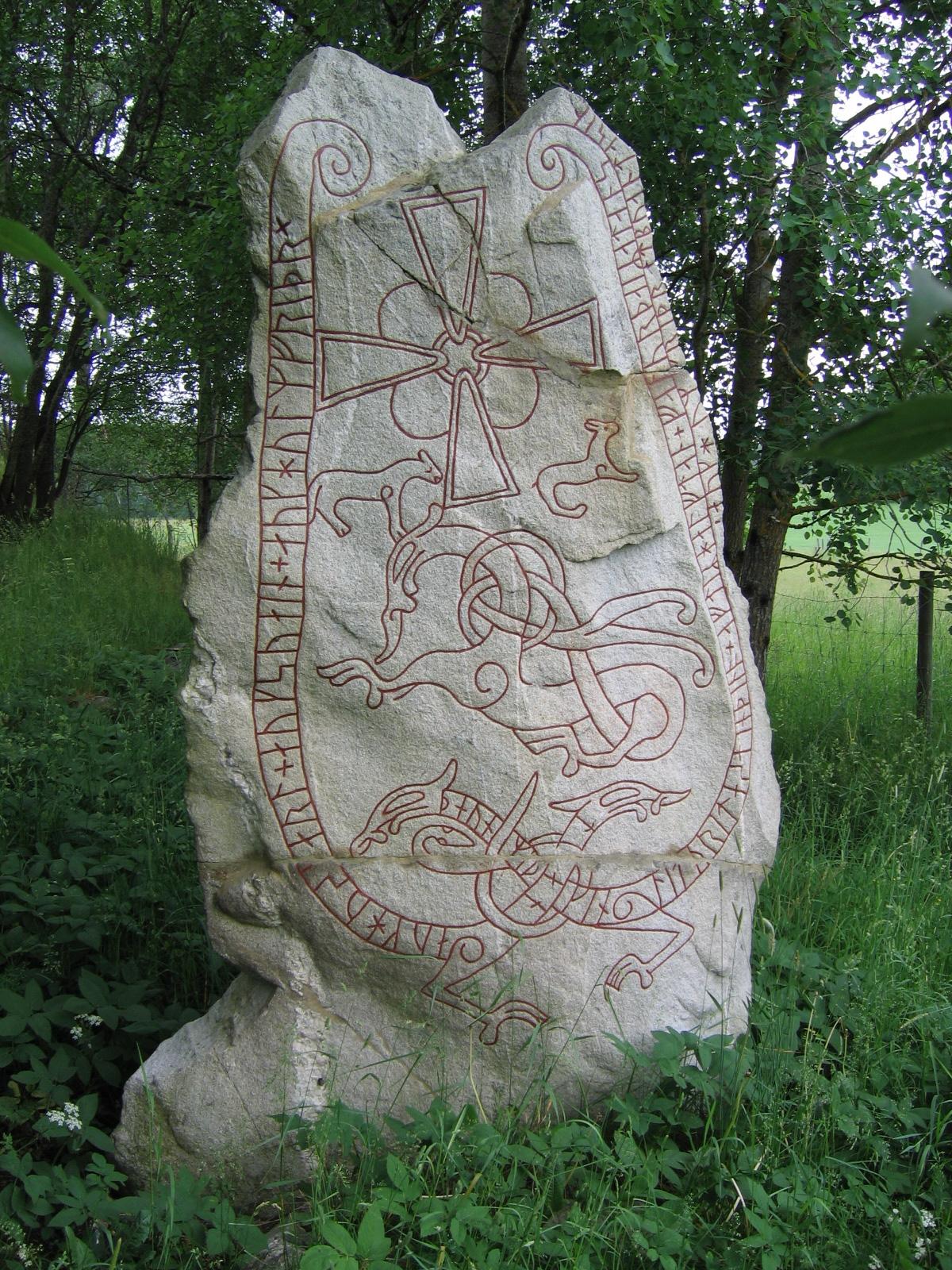
U 240
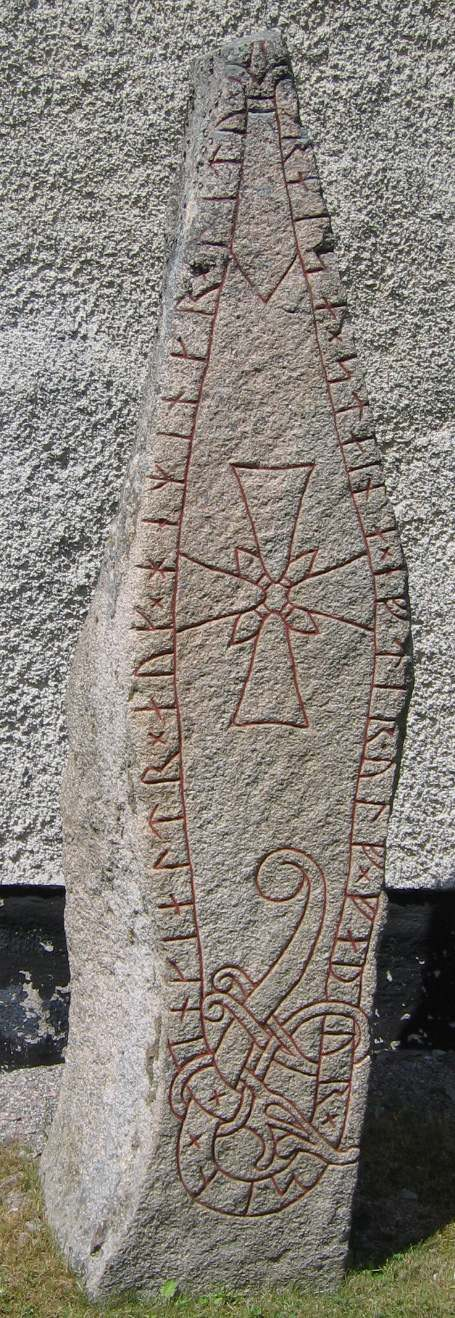
U 256
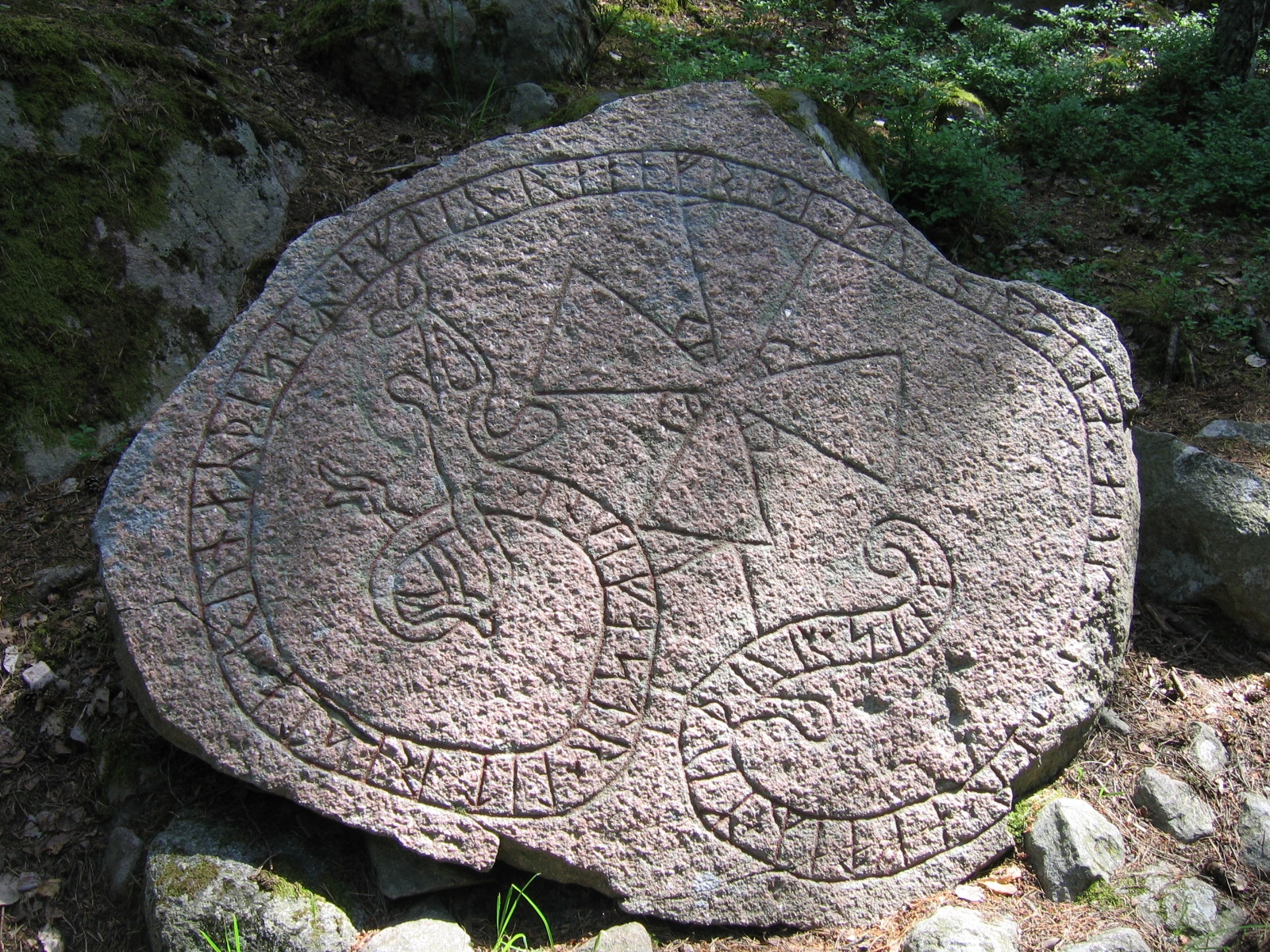
U 148

### Pr4 (stile di Urnes)
Questo stile apparve un po' più tardi nel 1060-1070 ca. e durò fino al 1100 ca.

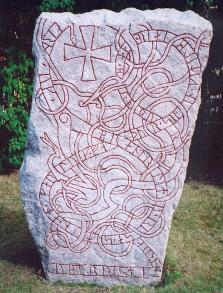
U Fv1976;107
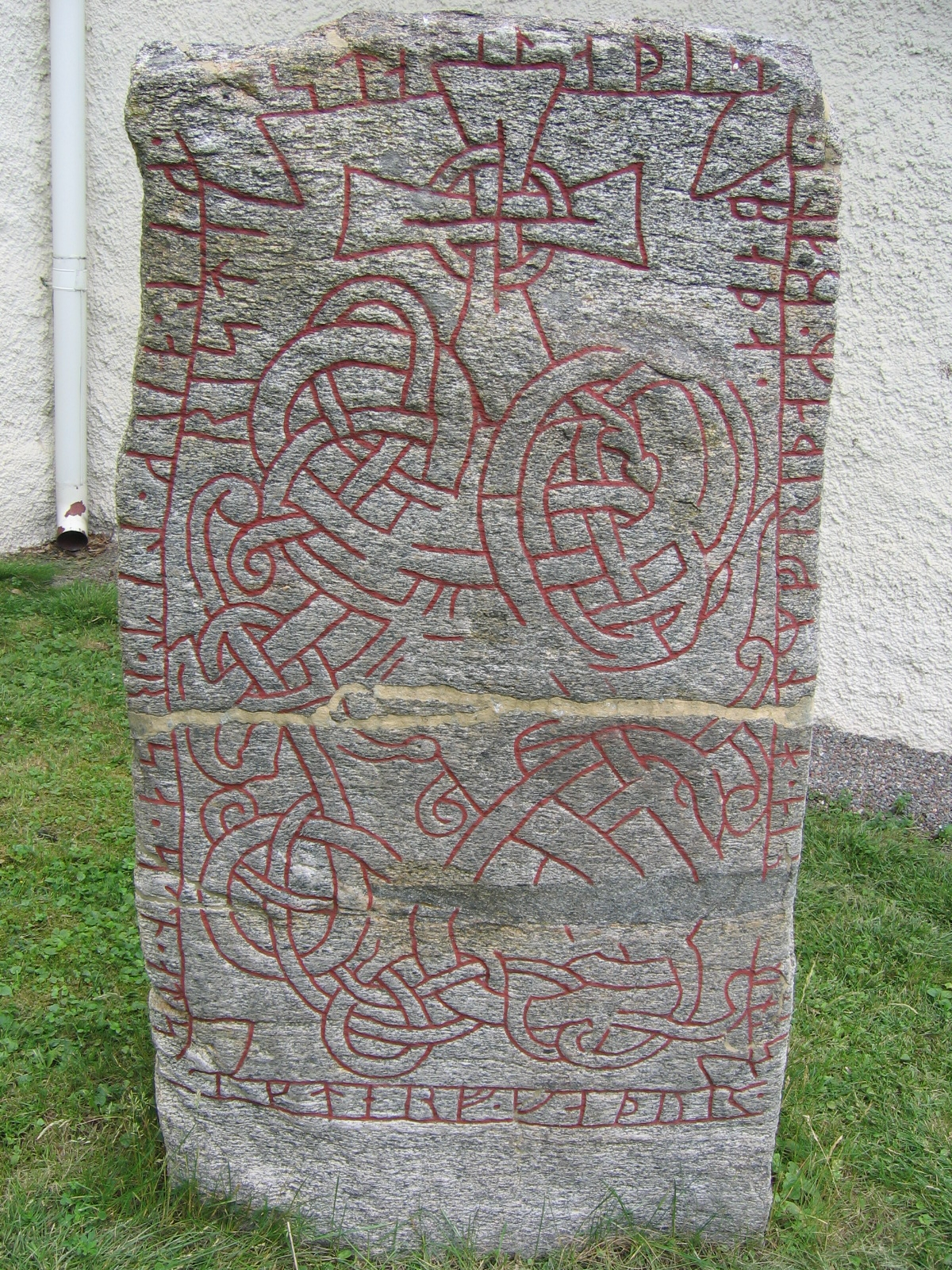
U 647
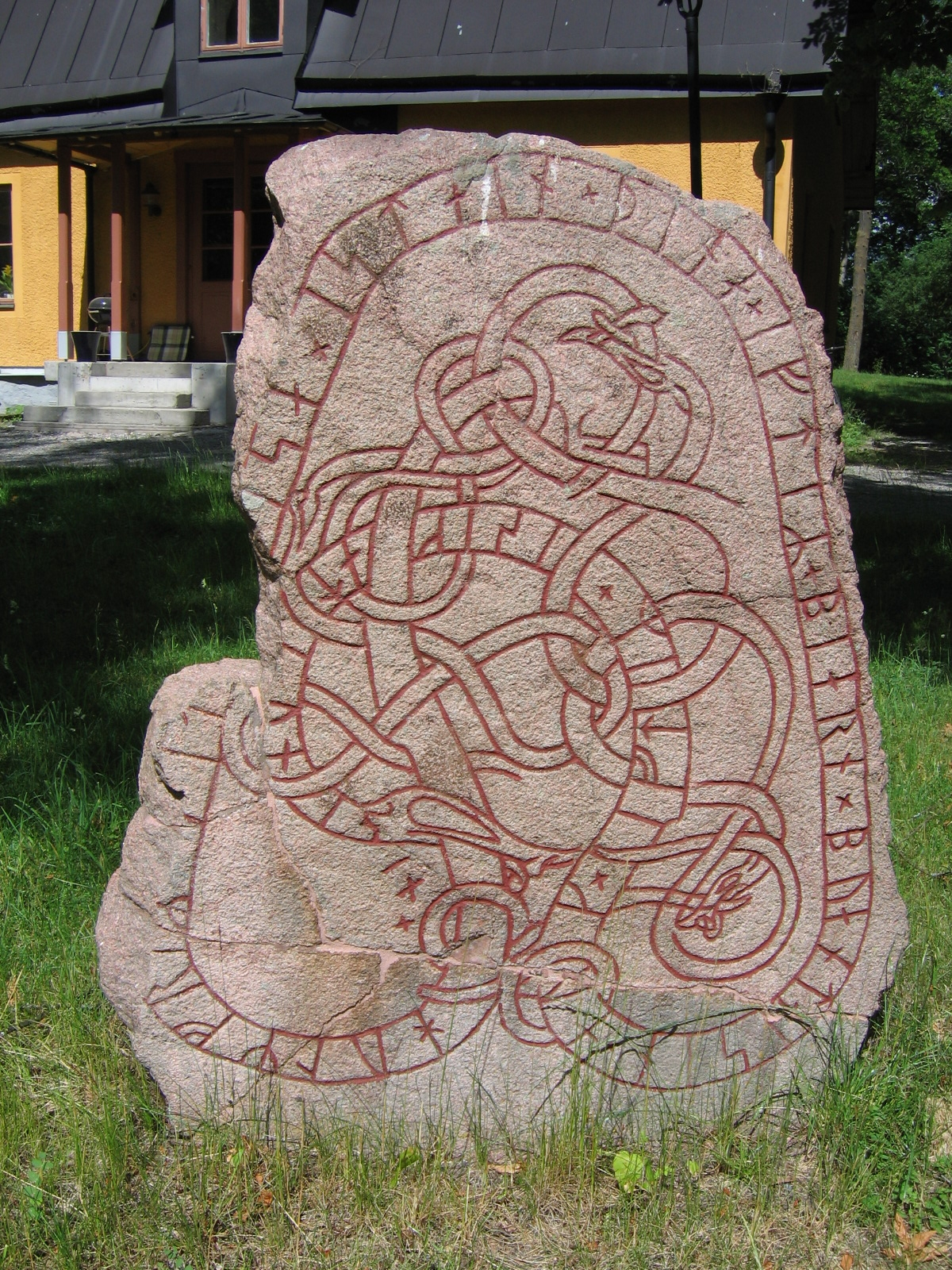
U 152
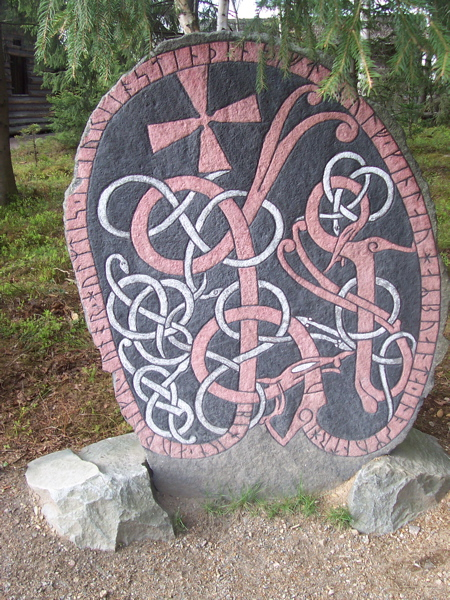
U 871

### Pr5 (stile di Urnes)
Questo stile fu l'ultimo adottato prima che le pietre runiche cessassero di essere erette. Esso apparve nel 1080-1100 ca. e durò fino al 1130 ca.

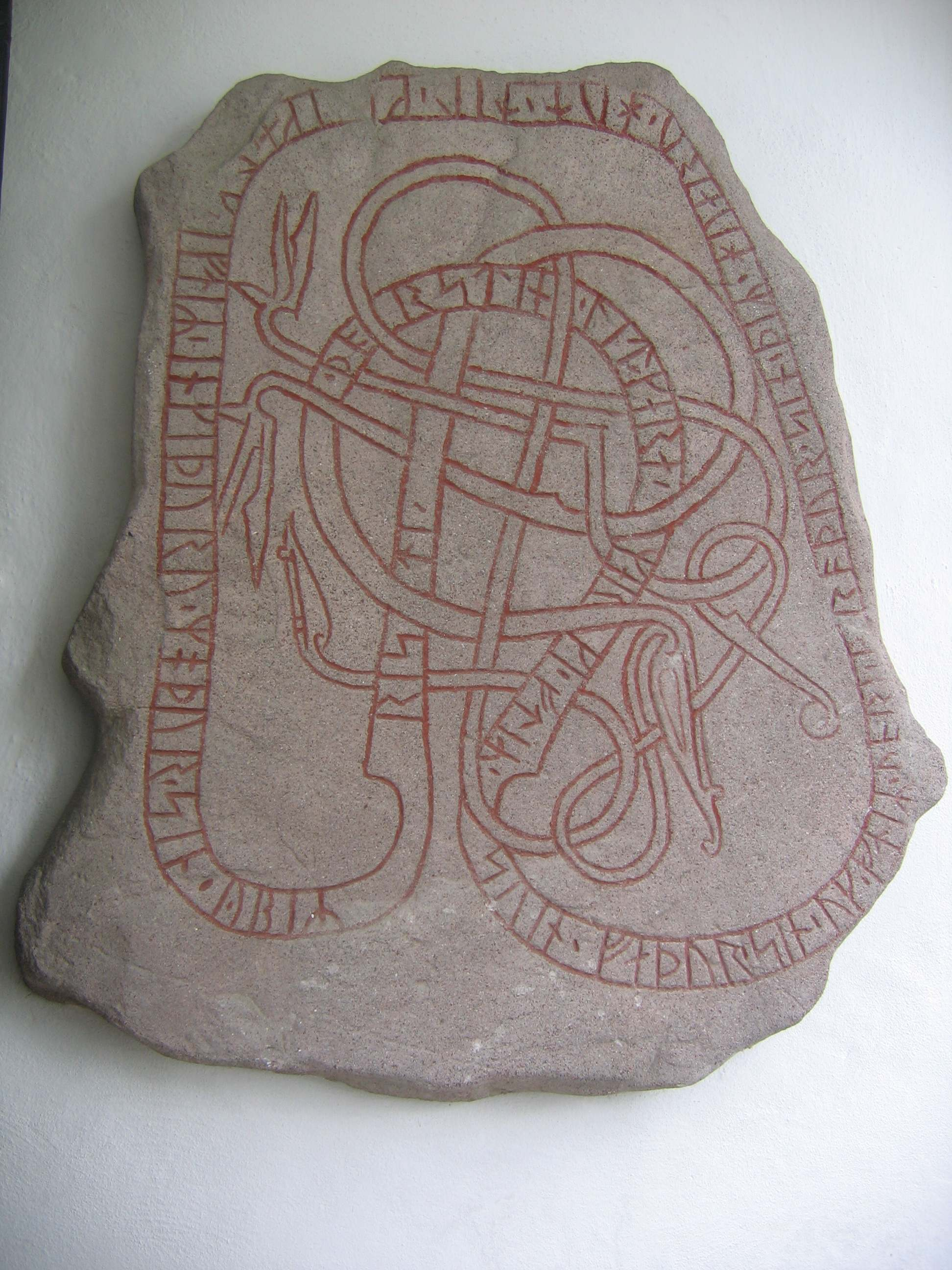
U 104
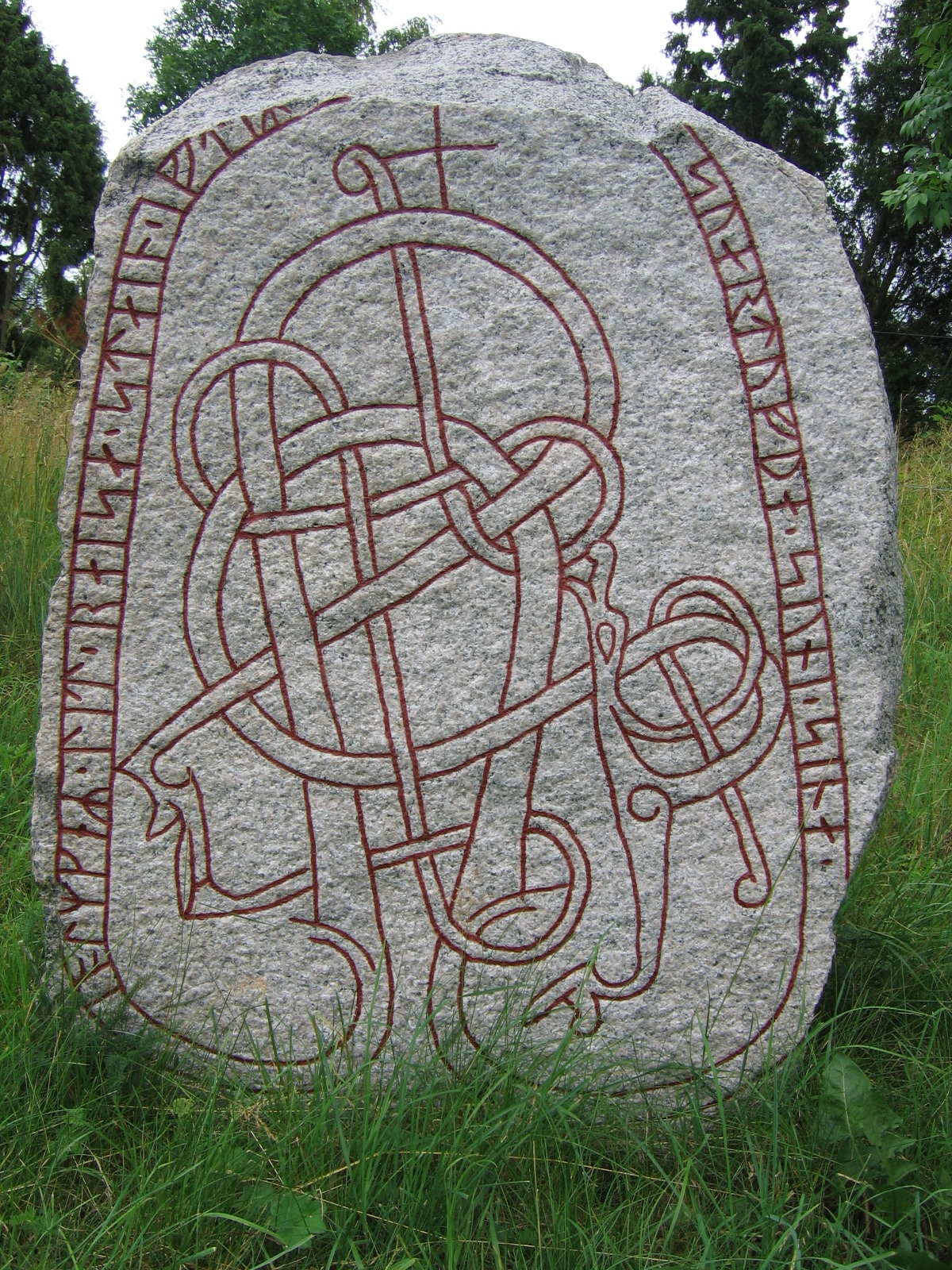
U 1014
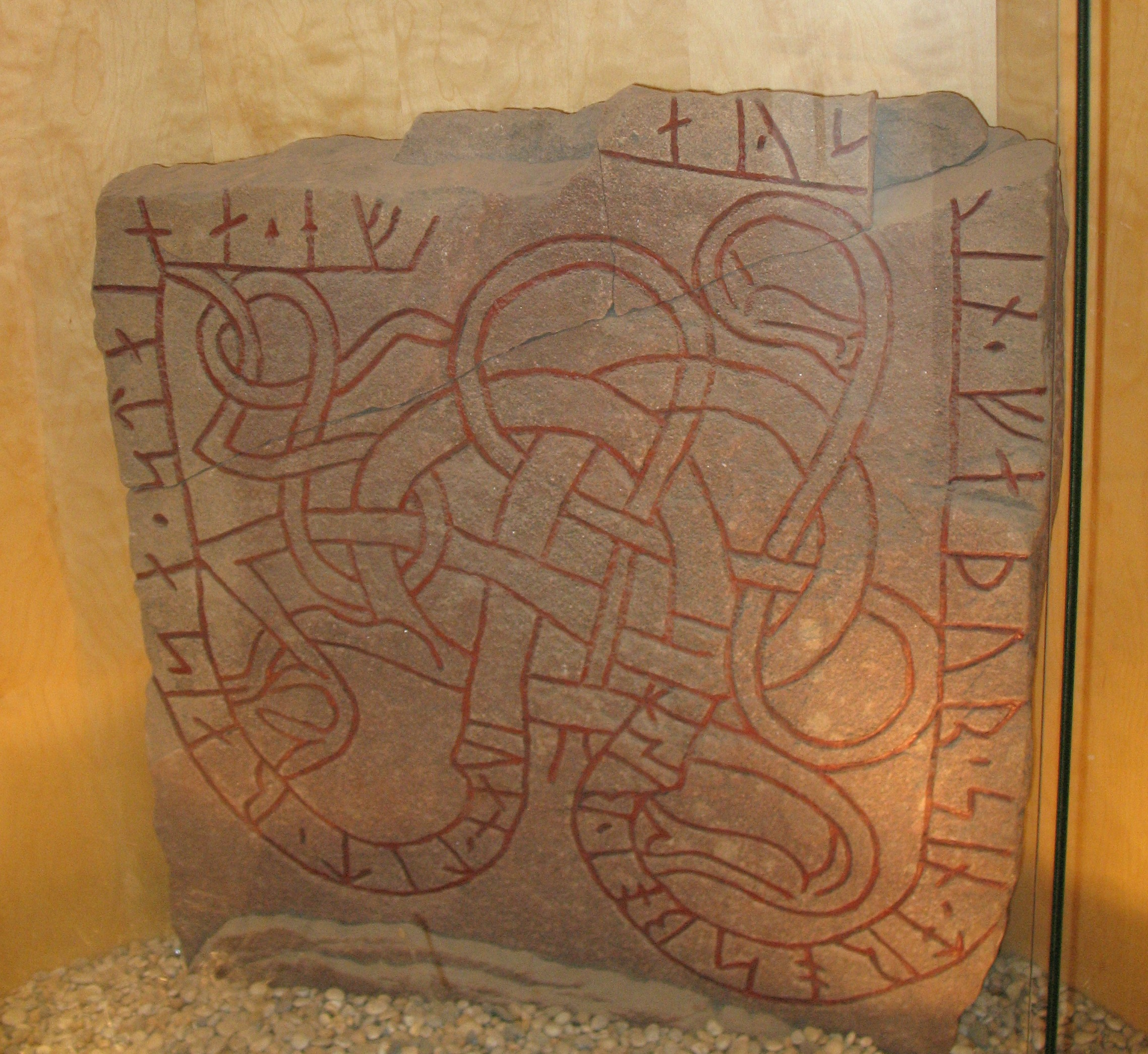
U 216
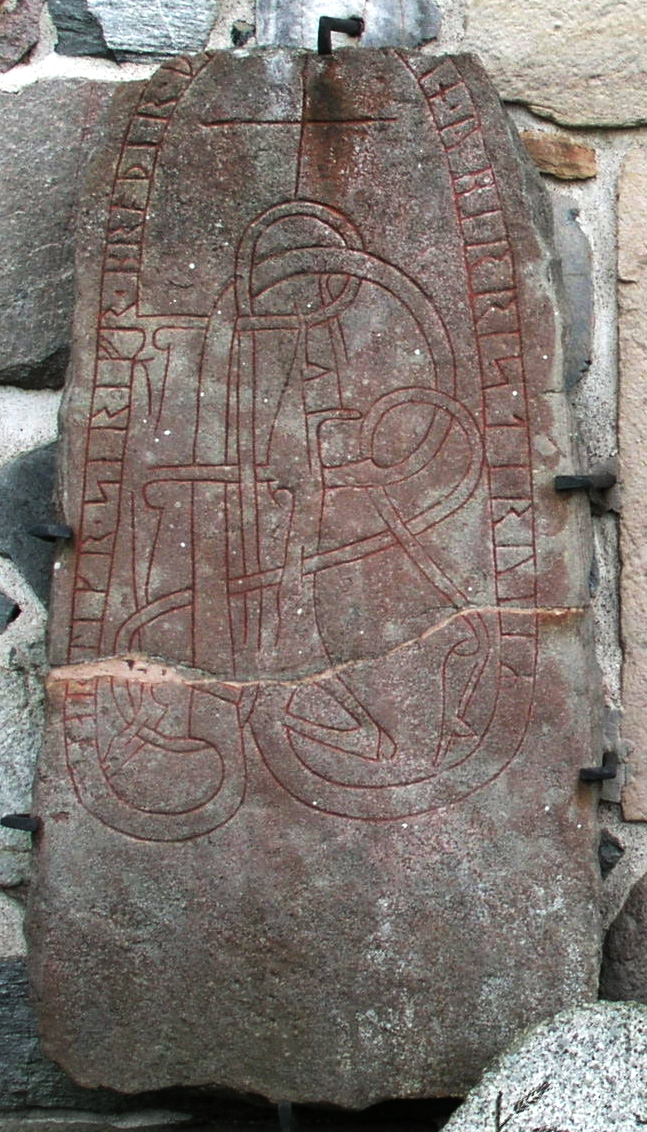
U 541

## KB
Questo stile si usa nel progetto Rundata, sebbene non appartenga al modello di Gräslund. Lo stile è comune nel Södermanland occidentale ed è caratterizzato da croci circondate dalle fasce.

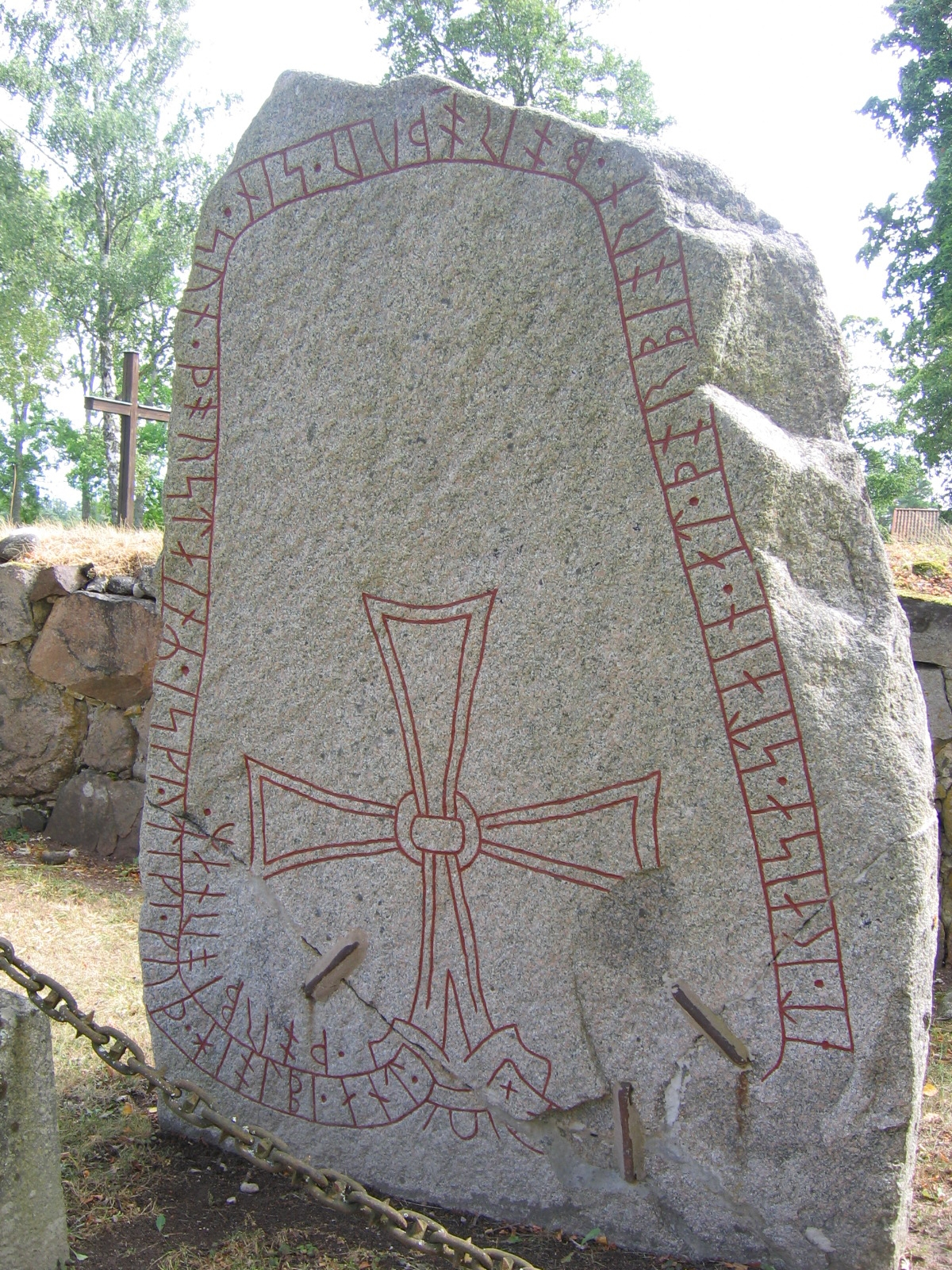
Sö 84
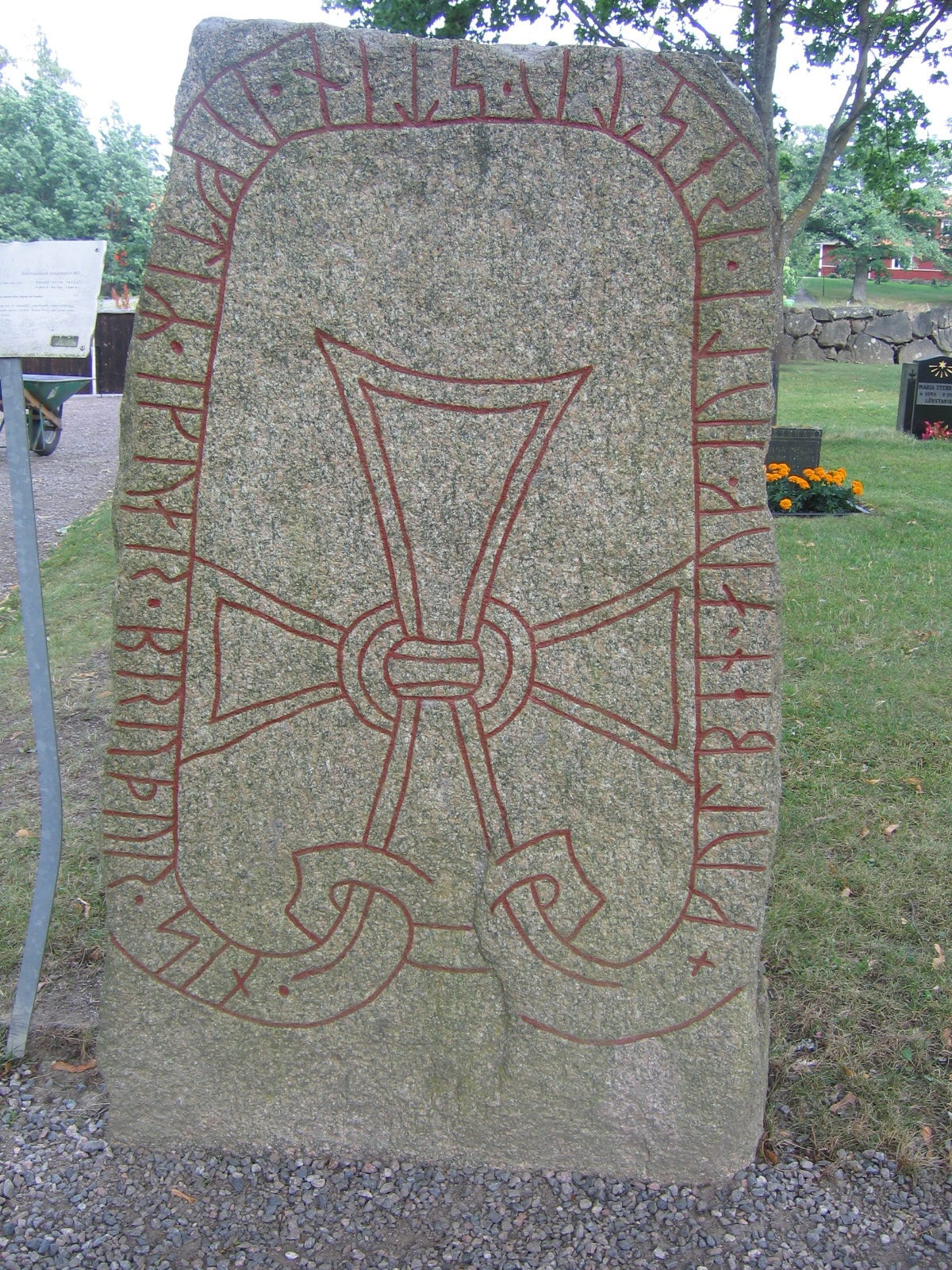
Sö 362
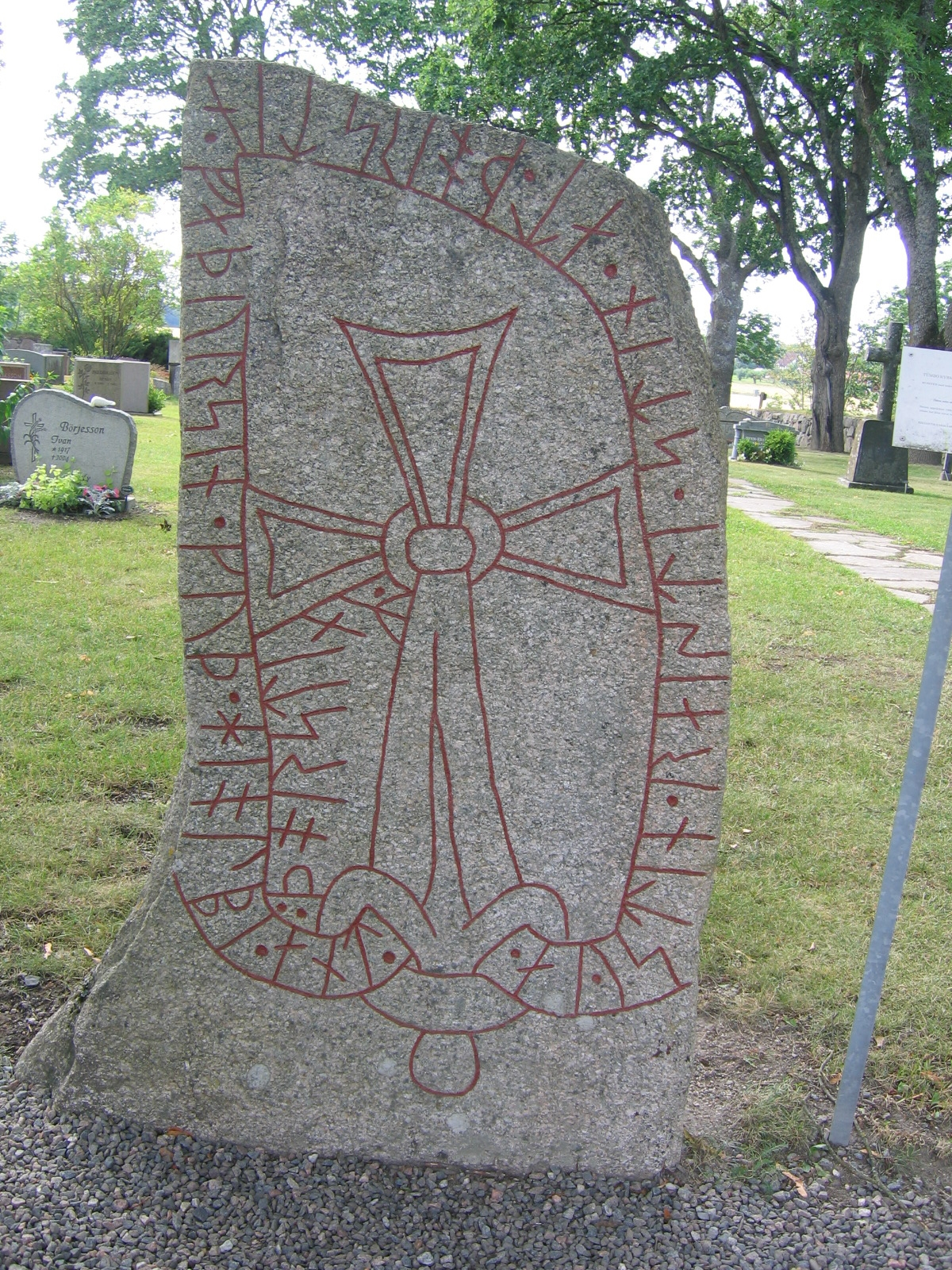
Sö 363
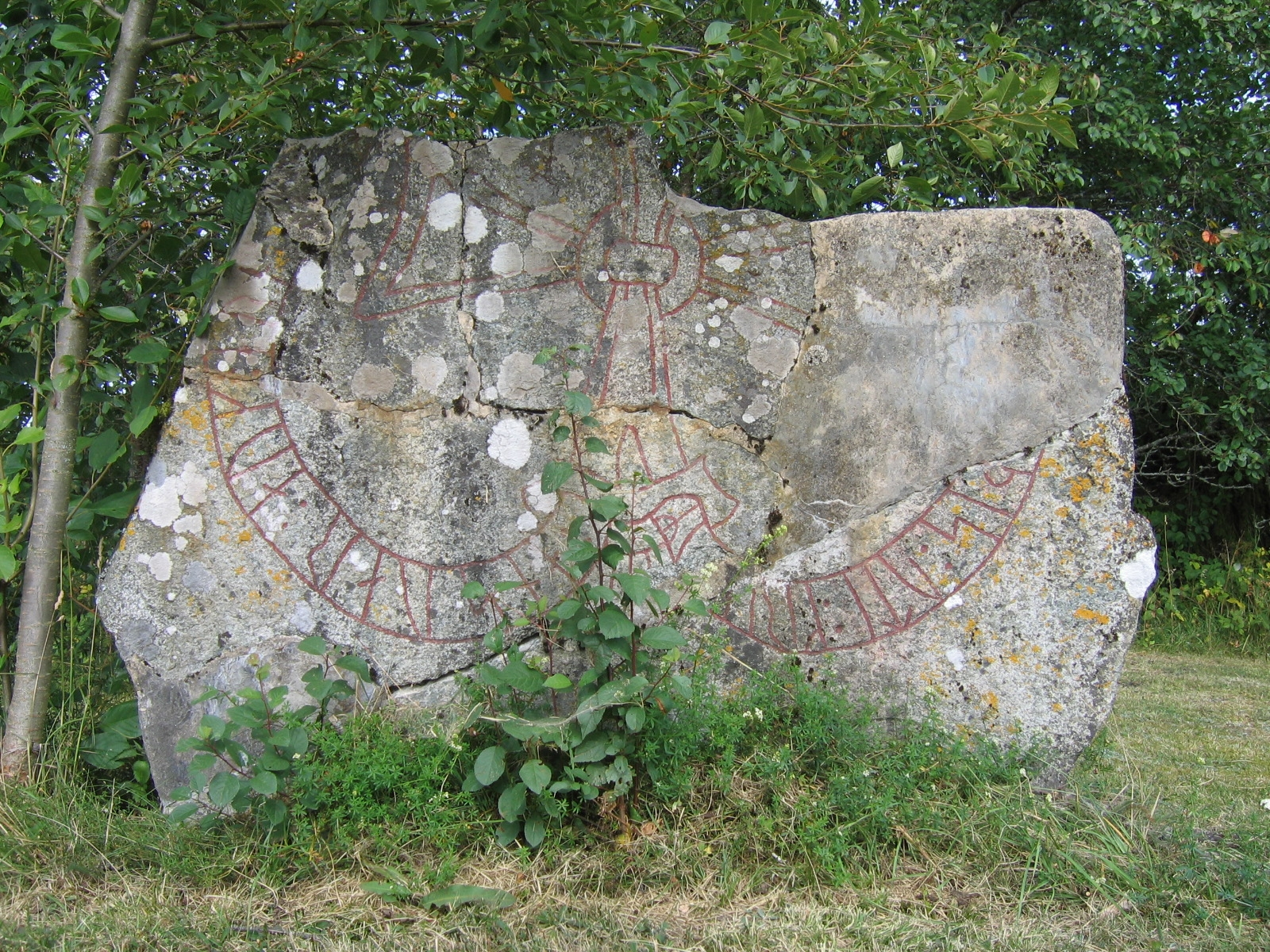
Sö 85